# سیارک ۱۹۵۸۲
سیارک ۱۹۵۸۲ (به انگلیسی: 19582 Blow، نامگذاری:1999NL4) نوزده هزار و پانصد و هشتاد و دومین سیارک کشف شده‌است که در ۱۳ ژوئیه ۱۹۹۹ کشف شد.
قدر مطلق سیارک برابر ۱۱.۲ است.